# 공손역
공손역(公孫域, 公孫琙, ? ~ ?)은 후한 후기의 관료이다.

## 행적
영강 원년(167년), 부여왕 부태가 2만여 명의 병력을 이끌고 현도를 노략질하였다. 현도태수 공손역은 이를 무찔러 수급 천여 개를 얻었다.

## 일화
공손역에게는 아들 공손표(公孫豹)가 있었는데, 열여덟 살에 죽었다. 한편 현도군의 주민 공손도의 어릴 적 이름이 '공손표'였고, 또 공손역의 아들과 나이가 같았다. 공손역은 공손도를 친자식처럼 예뻐하여 학교에 보내 주고, 또 혼인도 맺어 주었다.

## 출전
- 진수, 《삼국지》 권8 이공손도사장전
- 범엽, 《후한서》 권7 효환제기·권85 동이열전